# Шацов, Нахман Исаакович
На́хман (Нау́м) Исаа́кович Ша́цов (10 июля 1902, Баку — 16 февраля 1968, Москва) — советский учёный в области нефтедобычи, основатель школы «Бурение нефтяных и газовых скважин». Заслуженный деятель науки и техники РСФСР, доктор технических наук (1946), профессор (1946). Заведующий кафедрой бурения Московского нефтяного института имени И. М. Губкина (1938—1954).

## Биография
В 1909—1919 годах учился в Бакинском коммерческом училище. Работал на государственном механическом чугунолитейном и тракторно-ремонтном заводе имени М. И. Калинина треста «Росдорстрой» в Смоленске. С 1922 года учился на технологическом факультете в Азербайджанском политехническом институте в Баку, после первого семестра перевёлся на геологоразведочный факультет Московской горной академии, которую окончил в 1929 году по специальности «горный инженер по нефтепромысловому делу». Работал инженером по бурению в тресте «Грознефть» на Новопромысловском участке и одновременно ассистентом кафедры бурения в Грозненском нефтяном институте.
В 1931 году был избран ответственным секретарём Центрального бюро инженерно-технического совета при Центральном комитете рабочих нефтяной промышленности и с декабря того же года стал ассистентом кафедры глубокого бурения Московского нефтяного института. С 1935 года — доцент кафедры бурения, с 1938 года — заведующий кафедрой. В 1935—1938 годах — декан промыслово-механического факультета Московского нефтяного института. В 1932—1934 годах одновременно преподавал в Высшей школе профдвижения, в 1934—1938 годах — на Высших академических курсах комсостава тяжёлой промышленности при ЦК ВКП(б), в 1938—1941 годах — на курсах руководящих работников нефтяной промышленности и в 1944—1946 годах — на курсах усовершенствования инженерно-технических кадров Наркомнефти.
В 1941 году вместе с кафедрой эвакуирован в Черниковск, где участвовал в создании Уфимского нефтяного института. По возвращении в Москву в 1944 году, возглавляемая Н. И. Шацовым кафедра бурения была переведена в нефтепромысловый факультет.
Н. И. Шацов заведовал кафедрой бурения до 1954 года, затем работал на ней профессором и заведующим отраслевой научно-исследовательской лабораторией до февраля 1968 года.
Основные научные труды в области технологии бурения и вышкостроения. В 1937 году опубликовал первое в СССР учебное пособие по глубокому бурению. В 1944 году выпустил трёхтомный учебник «Нефтяное бурение скважин» (М.: Гостопиздат).

## Семья
Сын — Анатолий Нахманович Шацов (род. 1934), учёный в области подводной добычи полезных ископаемых, автор монографий «Морская радиометрия» (1969) и «Гаммаметрия морского дна при поисках полезных ископаемых» (1977).
Дочь — Ноэми (Нина) Наумовна Шацова (1923—1991), петрограф.

## Монографии
- Трудовые процессы в бурении. М.—Л.: ОНТИ НКТП, 1934.
- Глубокое вращательное бурение. М.—Л.: ОНТИ НКТП, 1938.
- Бурение нефтяных скважин. В 3-х тт. М.—Л.: Гостоптехиздат, 1944.
- Hlubinné vrtání na naftu. Прага: Knižnice báňského průmyslu, 1947 и 1953.
- Принципы контроля буровых растворов. М.: Гостоптехиздат, 1957.
- Методика обобщения передового опыта буровых бригад. На примере конторы бурения № 4 Треста «Татбурнефть». М.: Гостоптехиздат, 1958.
- Разобщение пластов в нефтяных и газовых скважинах. М.: Гостоптехиздат, 1960.
- Бурение нефтяных и газовых скважин (с соавторами). М.: ГНТИ, 1961.
- Бурение скважин с продувкой воздухом или газом за рубежом (с Ю. Ф. Рыбаковым). М.: Гостоптехиздат, 1961.
- Bohren auf Erdöl und Erdgas. Лейпциг: Deutscher Verlag für Grundstoffindustries, 1964 и 1967.
- Бурение нефтяных скважин малого диаметра (с соавторами). М.: Недра, 1967.
- Технология бурения глубоких скважин за рубежом (с А. Л. Смирновым). М.: Гостоптехиздат, 1970.